# 5cm Pak 38
5cm Pak 38 (L/60) (5 cm Panzerabwehrkanone 38 (L/60)) byl německý protitankový kanón ráže 50 mm vyvinutý v roce 1938 firmou Rheinmetall-Borsig AG jako následník kanonu 3,7cm Pak 36. Později byl následován kanonem 7,5cm Pak 40.
Německé jednotky použily Pak 38 během druhé světové války v dubnu 1941. Když Němci v roce 1941 během Operace Barbarossa čelili sovětským tankům, byl Pak 38 jeden z mála tehdejších kanonů schopných prorazit 45 mm pancíř tanku T-34. Kanony byly také opatřeny střelami Panzergranate 40 APCR s tvrdým wolframovým jádrem jako pokus prorazit pancéřování těžšího tanku KV-1. Pak 38 byl také použit v atlantickém valu.
I když byl později nahrazován silnějšími zbraněmi, zůstal silnou a užitečnou zbraní ve službách Wehrmachtu až do konce války.
Rumunsko v březnu 1943 dovezlo 110 kanonů Pak 38 a ve službě u rumunské armády zůstaly až do roku 1954, kdy je nahradil 57 mm protitankový kanón M1943 (ZiS-2).